# رابرت اینگرسول
رابرت گرین «باب» اینگرسول (انگلیسی: Robert Green "Bob" Ingersoll؛ ۱۱ اوت ۱۸۳۳ – ۲۱ ژوئیه ۱۸۹۹) یک سرباز جنگ داخلی آمریکا، سیاستمدار و یک سخنران عمومی در دوران طلائی آزادی اندیشه اهل ایالات متحده آمریکا بود. به علت تلاش‌های زیاد وی در اشاعه ندانم‌گرایی به او معمولاً لقب «ندانم‌گرای بزرگ» یا «ندانم‌گرای کبیر» داده می‌شود.

## زندگی شخصی
رابرت اینگرسول در درسدن نیویورک به دنیا آمد. پدرش جان اینگرسول، یک واعظ طرفدار الغا بردگی بود و عقاید افراطی او باعث شد که او و خانواده‌اش مرتباً محل زندگی خود را تغییر بدهند. زمانی که چارلز جی فینی در تور اروپا بود، کشیش جان اینگرسول برای مدتی به عنوان واعظ، جایگزین این احیاگر آمریکایی شد. پس از بازگشت فینی، کشیش اینگرسول برای چند ماه به عنوان کشیش یا همکار فینی باقی ماند. با این حال، تجربیات بعدی اینگرسول بزرگ، رابرت جوان را تحت تأثیر منفی قرار داد.

## وکیل
در اواخر همان سال، خانواده در ماریون، ایلینوی مستقر شدند، جایی که رابرت و برادرش ایبون کلارک اینگرسول در سال ۱۸۵۴ در کافه به کار مشغول شدند. یک مورخ شهرستانی ۲۲ سال بعد نوشت که ساکنان محلی اینگرسول‌ها را «خانواده‌ای بسیار روشنفکر» می‌دانستند.
زمانی که در ماریون بود، حقوق را نزد قاضی ویلیس آلن آموخت و به عنوان معاون منشی جان ام. کانینگهام، منشی شهرستان ویلیامسون و کارمند شهرداری خدمت کرد. در سال ۱۸۵۵، پس از اینکه کانینگهام به عنوان ثبت‌کننده برای اداره زمین‌های فدرال در جنوب شرقی ایلینوی در اولد شانیتاون انتخاب شد، اینگرسول او را به شهر ریورفراونت در امتداد رود اوهایو بدرقه کرد. پس از مدت کوتاهی در آنجا، او سمت معاون منشی را با جان ای. هال، منشی بخش و منشی منطقه گالاتین و همچنین داماد جان هارت کرنشاو، پذیرفت. در ۱۱نوامبر ۱۸۵۶، زمانی که پسر یکی از مخالفان سیاسی کارفرمایش را در دفترشان ترور کرد، اینگرسول هال را در آغوش خود گرفت.
هنگامی که او به شانی تاون نقل مکان کرد، با قاضی ویلیام گ .بومان که کتابخانه بزرگی از حقوق کلاسیک داشت، به خواندن حقوق ادامه داد. علاوه بر شغل منشی، او و برادرش وکالت خود را با نام «ای سی و آر جی اینگرسول» آغاز کردند.

## جنگ داخلی
با شروع جنگ داخلی آمریکا، او هنگ یازدهم سواره نظام داوطلب ایلینوی ارتش اتحادیه را تشکیل داد و فرماندهی را بر عهده گرفت.

## ورود به سیاست
پس از جنگ، او به عنوان دادستان کل ایلینوی مشغول به کار شد. او یکی از اعضای برجسته حزب جمهوری خواه بود و اگرچه هرگز شغل انتخابی نداشت، اما با این حال در سیاست شرکت فعال داشت. به گفته رابرت نیسبت، اینگرسول یک «جمهوری خواه سرسخت» بود.